# Dirk Wittenborn
Christopher Dirk Wittenborn (* 5. November 1951 in New Haven, Connecticut) ist ein US-amerikanischer Schriftsteller und Drehbuchautor.

## Leben
Dirk Wittenborn wurde 1951 in New Haven (CT) geboren und wuchs dort auf. Sein Vater John Richard Wittenborn war Professor für Psychologie – erst in Yale und dann in Rutgers – und beschäftigte sich vorwiegend mit Psychopharmakologie, Depression, Drogenmissbrauch und Adoption und arbeitete dabei auch mit straffällig gewordenen Psychiatriepatienten. Diese Themen finden sich auch in dem semi-autobiografischen Roman Pharmakon von Dirk Wittenborn wieder. Zuvor schrieb er Sketche für US-Fernsehshows.
Wittenborn lebt mit seiner aus Deutschland stammenden Frau und seiner Tochter in New York.

## Werke

### Romane
- Pharmakon. Viking, New York 2008 (Deutsche Ausgabe: Casper). Aus dem Amerikanischen von Angela Praesent. DuMont, Köln 2007, ISBN 3-8321-8034-6
- Bongo Europa – Memoiren eines zwölfjährigen Sexbesessenen. Aus dem Amerikanischen von Angela Praesent. DuMont, Köln 2006, ISBN 3-8321-7964-X
- Fierce People. Bloomsbury, New York 2002, ISBN 0-7475-6154-0. (Deutsche Ausgabe: Unter Wilden). Aus dem Amerikanischen von Hans Wolf. DuMont, Köln 2003, ISBN 3-442-73262-X
- Zoë. E.P. Dutton/S. Lawrence, New York 1983, ISBN 0-7475-7165-1. (Deutsche Ausgabe: Catwalk). Aus dem Amerikanischen von Volker Oldenburg. DuMont, Köln 2004, ISBN 3-442-73400-2
- Eclipse. Dodd Mead and Co, New York 1977

### Film- und Fernsehproduktionen
- Drehbuch: 2008: The Lucky Ones
- Originalbuch und Filmadaption: Fierce People (USA 2005), u. a. mit Diane Lane und Donald Sutherland, Regie Griffin Dunne
- Produzent: Born Rich (USA 2003)
- Drehbücher für diverse Episoden: Saturday Night Live (USA, seit 1975)